# Walter Burle Marx
Walter Burle Marx (* 23. Juli 1902 in São Paulo; † 28. Dezember 1990 in Akron, Ohio) war ein brasilianischer Pianist, Komponist und Dirigent.

## Leben
Walter Burle Marx war das älteste von sechs Kindern des Kaufmanns Wilhelm Marx, der einer Einwandererfamilie deutsch-jüdischer Abstammung aus Trier entstammte, und der Sängerin und Pianistin Cecília Burle aus einer Einwandererfamilie Burle Dubeux französischer Abstammung. Ein jüngerer Bruder war der Landschaftsarchitekt Roberto Burle Marx.
Burle Marx begann seine Laufbahn als musikalisches Wunderkind. Im Alter von zwölf Jahren gab er Klavierkonzerte in Südamerika und Europa. Ab 1914 war er Klavierschüler von Enrique Oswold. Er setzte seine Ausbildung bei Tobias Matthay in London und Anfang der 1920er Jahre bei James Kwast in Berlin fort. Dort studierte er auch Komposition bei Emil Nikolaus von Reznicek und Dirigieren bei Felix Weingartner. Nach einer Konzertreise 1925–26 kehrte er nach Brasilien zurück.
Hier gründete er 1931 das Orquestra Filarmonica do Rio de Janeiro, dessen musikalischer Direktor er drei Jahre lang war. Mit dem Orchester spielte er u. a. die südamerikanische Erstaufführung von Beethovens neunter Sinfonie und gab Konzerte mit Solisten wie Arthur Rubinstein, Mieczysław Horszowski und Marguerite Long.
Während der Weltausstellung 1939 in New York war er musikalischer Leiter des Brasilianischen Pavillons und gab hier Uraufführungen von Werken brasilianischer Komponisten, u. a. seines Freundes Heitor Villa-Lobos. Er wirkte in dieser Zeit auch als Gastdirigent des New York Philharmonic Orchestra, des Cleveland, Detroit und Washington Symphony Orchestras. 
Von 1946 bis 1950 war Marx künstlerischer Direktor am Opernhaus von Rio de Janeiro. 1949 ging er erneut in die USA. Von 1952 bis 1977 unterrichtete er Klavier, Musiktheorie und Komposition an der Settlement Music School in Philadelphia.
Burle Marx komponierte u. a. vier Sinfonien, zwei Klavierkonzerte und ein Cellokonzert, kammermusikalische Werke, darunter zwei Streichquartette, Kantaten, Chorwerke und den Liederzyklus The Great Occasions.
1987 wurde die Burle Marx Music Society zur Förderung seiner Kompositionen sowie der Werke anderer brasilianischer und lateinamerikanischer Komponisten gegründet. Seine Tochter Madalena Burle Marx wurde als Cellistin bekannt.